# SMS Habsburg (1900)
SMS Habsburg – przeddrednot zbudowany dla Austro-Węgierskiej Marynarki Wojennej, pierwszy z pancerników typu Habsburg. Jego budowa rozpoczęła się w 1899, został zwodowany w roku 1900 i wszedł do służby 31 grudnia 1902. W  latach 1903 i 1904 „Habsburg” oraz jego siostrzany okręt „Árpád” prowadziły ćwiczenia na Morzu Śródziemnym. W latach 1906–07 pancerniki typu Habsburg zostały przeniesione do III Dywizjonu Pancerników. W 1910 roku podczas modernizacji okrętu jedna z nadbudówek pancernika została usunięta w celu zmniejszenia masy.
Przez większość I wojny światowej SMS „Habsburg” pozostawał w swoim porcie macierzystym w Puli (obecna Chorwacja), poza dwoma zadaniami, do których został wyznaczony. W 1914 pancernik wchodził w skład austro-węgierskiej flotylli, która została wysłana w celu osłony ucieczki dwóch niemieckich okrętów, SMS „Breslau” i SMS „Goeben” przed brytyjskim pościgiem. Okręt dopłynął na wysokość Brindisi zanim został odesłany do swojego portu po dotarciu niemieckich okrętów do Turcji. Jego jedyne zadanie bojowe miało miejsce w maju 1915, kiedy okręt brał udział w ostrzale włoskiego miasta portowego Ankona. Po wojnie „Habsburg” został przekazany Wielkiej Brytanii jako pryz. Został zezłomowany w 1921 we Włoszech.

## Budowa i konstrukcja
SMS „Habsburg” był pierwszym okrętem swojego typu. Stępkę pancernika położono 13 marca 1899 r. w stoczni Stabilimento Tecnico Triestino w Trieście. Okręt został zwodowany 9 września 1900 roku. Po zakończeniu prac wykończeniowych, „Habsburg” został wprowadzony do służby w austro-węgierskiej marynarce 31 grudnia 1902 roku.

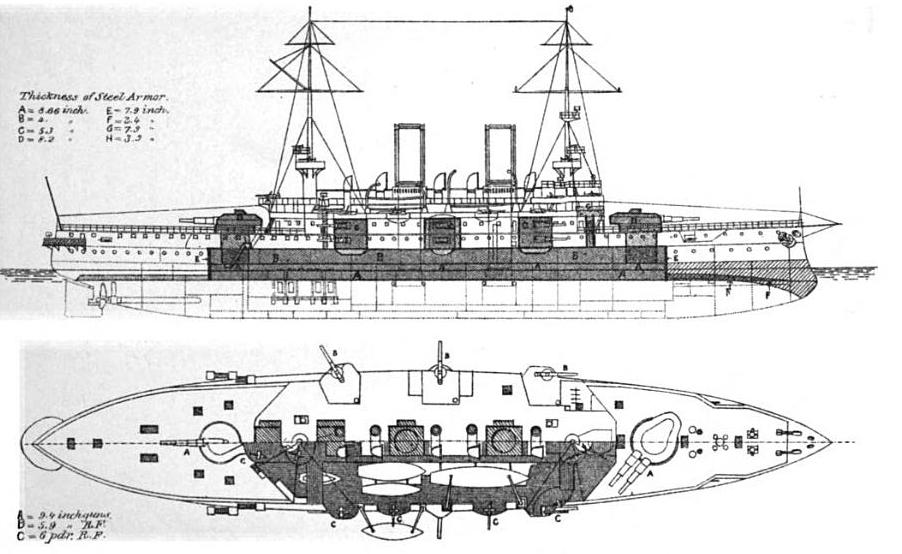
Rzut z lewej burty i plan pokładu pancernika typu Habsburg; zacieniowana powierzchnia jest opancerzona

Jak wszystkie okręty z jego typu, „Habsburg” miał 113,1 m długości na linii wody oraz 114,55 m długości całkowitej. Szerokość wynosiła 19,86 m, a zanurzenie 7,46 m. Wysokość wolnej burty wynosiła ok. 5,80 m na dziobie i ok. 5,50 m na rufie. Okręt miał wyporność 8364 ton. Załoga składała się z 638 oficerów i marynarzy.
Układ napędowy okrętu składał się z dwóch czterocylindrowych maszyn parowych potrójnego rozprężania poruszających dwa wały śrubowe. Były one zasilane w parę przez 16 kotłów parowych Belleville. Moc maszyn „Habsburga” wynosiła 15063 KM, co pozwalało mu osiągać prędkość maksymalną 19,62 węzła.
Kadłub okrętu został zbudowany z poprzecznych i podłużnych ram, a zewnętrzne płyty kadłuba były do nich przynitowane. Kadłub posiadał dno podwójne, które przebiegało przez 63% jego długości. Seria wodoszczelnych grodzi przebiegała od stępki do pokładu działowego; na okręcie było 174 przedziałów wodoszczelnych. Wysokość metacentryczna okrętu wynosiła pomiędzy 0,82 m a 1,02 m. Po obu stronach kadłuba zamontowano stępki przechyłowe w celu zmniejszenia kołysania okrętu. Płaski pokład główny był pokryty drewnem, a górne pokłady były pokryte linoleum lub wykładziną.
Uzbrojenie główne pancernika składało się z trzech dział kal. 240 mm o długości lufy 40 kalibrów (L/40) zamontowanych w jednej podwójnej wieży artyleryjskiej na dziobie okrętu i jednej pojedynczej wieży na rufie. Działa typu C97 zostały wyprodukowane przez firmę Krupp w Niemczech. Szybkostrzelność dział wynosiła ok. dwóch strzałów na minutę przy użyciu pocisków przeciwpancernych o masie 229 kg. Artylerię średniego kalibru stanowiło dwanaście dział Kruppa C96 L/40 kal. 150 mm w kazamatach. Dodatkowo okręt posiadał 10 dział kal. 66 mm L/45, 6 szybkostrzelnych dział kal. 47 mm L/44 i dwa szybkostrzelne działa kal. 47 mm L/33 jako obrona przed kutrami torpedowymi. Wszystkie te działa były zamontowane pojedynczo, na górnych pokładach i nadbudówce, lub w kazamatach na dziobie i rufie. Na marsach, na obu masztach, okręty miały po dwa (czyli łącznie cztery) karabiny maszynowe kal. 8 mm. Okręty typu Habsburg były chronione przez utwardzoną stal niklową. Główny pas opancerzenia w centralnej części okrętu, gdzie zlokalizowane były magazyny amunicji, maszynownie oraz inne krytyczne miejsca, miał grubość 220 mm. Na końcu sekcji centralnej pancerz zwężał się do 180 mm.

## Służba

### Czas pokoju

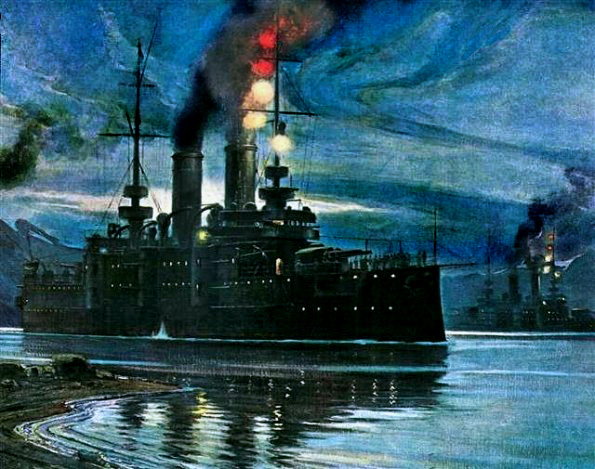
Obraz Alexandra Kirchera ukazujący SMS „Habsburg” i jego siostrzane okręty w nocy

„Habsburg” i „Árpád” wzięły udział w swoich pierwszych manewrach floty w połowie 1903 r. „Babenberg” był gotowy do aktywnej służby przed latem następnego roku i on również wziął udział w ćwiczeniach. Podczas manewrów w 1904 r. trzy okręty typu Habsburg zaangażowały trzy pancerniki obrony wybrzeża typu Monarch w symulowaną bitwę. W manewrach tych po raz pierwszy uczestniczyły dwie jednolite eskadry, składające się z nowoczesnych pancerników takiego samego typu, służących w Austro-Węgierskiej Marynarce Wojennej. Trzy okręty typu Habsburg utworzyły I Dywizjon Pancerników, podczas gdy okręty typu Monarch utworzyły II Dywizjon. Pancerniki były również aktywne na Morzu Śródziemnym. W styczniu 1903 r. SMS „Habsburg” przeprowadził rejs treningowy razem z pancernikami obrony wybrzeża typu Monarch. „Árpád” dołączył do nich w następnym roku. Wraz z wprowadzeniem do służby nowego typu pancerników – Erzherzog Karl – pancerniki typu Habsburg zostały przeniesione do II Dywizjonu, a pancerniki typu Monarch do III Dywizjonu.
W 1910 r. „Habsburg” został poważnie zmodernizowany: jeden z pokładów nadbudówki został usunięty w celu zmniejszenia wagi. W 1911 r. jego siostrzany okręt, „Árpád”, został poddany takiej samej modernizacji. Po przejściu renowacji oba okręty zostały przemianowane na okręty obrony wybrzeża .

### I wojna światowa
W momencie wybuchu I wojny światowej, pod koniec lipca 1914 r., „Habsburg” służył jako okręt flagowy III Dywizjonu Pancerników austro-węgierskiej floty, pod dowództwem kapitana Miklósa Horthyego. W Dywizjonie tym służyły również „Babenberg” i „Árpád”. Trzy pancerniki oraz reszta austro-węgierskiej floty zostały zmobilizowane w celu osłony ucieczki SMS „Goeben” i SMS „Breslau”, od 28 lipca do 10 sierpnia 1914 r. Te dwa niemieckie okręty stacjonowały na Morzu Śródziemnym i próbowały wyrwać się z Mesyny, która była blokowana przez brytyjskie okręty. Po tym jak niemieckim okrętom udało się zmylić pogoń i przedostać do Turcji, flota została odwołana. W tym czasie austro-węgierskie okręty były mniej więcej na wysokości Brindisi w południowo-wschodnich Włoszech.
Po ucieczce „Goebena” i „Breslau”, pancerniki typu Habsburg zostały przeniesione do IV Dywizjonu, ze względu na wejście do służby nowych drednotów typu Tegetthoff. Kiedy Włochy dołączyły do wojny po stronie Francji i Anglii, austro-węgierska marynarka ostrzelała kilka włoskich miast portowych wzdłuż wybrzeża Adriatyku. „Habsburg” wziął udział w ostrzale Ankony 23 maja 1915 r. Podczas ataku na włoskie miasto portowe, pancernik ostrzelał stację kolejową, obóz wojskowy St. Stefano i stanowiska artylerii nadbrzeżnej . Ostrzał Ankony był jedynym zadaniem bojowym „Habsburga” podczas wojny.
Po bombardowaniu Ankony, „Habsburg” i jego siostrzane okręty powróciły do portu w Puli. Ze względu na niedostatek węgla, okręty pozostały tam do końca wojny  . Później „Habsburg” został przemianowany na okręt obrony wybrzeża. 18 grudnia 1917 roku admirał Maximilian Njegovan zarekomendował wycofanie przestarzałych wówczas pancerników typu Habsburg w celu zasilenia ich personelem załóg okrętów podwodnych i sił lotniczych, co zostało zaaprobowane przez cesarza Karola I 28 grudnia 1917 roku. W 1918 r. „Habsburg” został ponownie wprowadzony do służby jako okręt treningowy dla Austriackiej Akademii Morskiej . Po wojnie pancernik został przekazany Wielkiej Brytanii jako pryz, a następnie został sprzedany i zezłomowany we Włoszech w 1921 roku.